# جيمس الملفات
جيمس الملفات (بالإنجليزية: James Files)‏ (و. 1942 – م) هو مجرم من الولايات المتحدة الأمريكية. ولد في أوكمان، ألاباما.